# Botryllophilus inaequipes
Botryllophilus inaequipes – gatunek morskiego widłonoga z rodziny Botryllophilidae. Jako pierwszy opisał go w 1923 roku duński zoolog Hans Jacob Hansen. Okazy typowe (trzy samice) pozyskano z przesianego błota wyłowionego ze statku „Ingolf” na dwóch stanowiskach w Cieśninie Davisa.